# وليام جي كاسي
وليام جي كاسي (بالإنجليزية: William J. Casey)‏‏ (13 مارس 1913 في كوينز - 6 مايو 1987 في نيويورك) محامي، وسياسي من الولايات المتحدة.

## روابط خارجية
- وليام جي كاسي على موقع الموسوعة البريطانية (الإنجليزية)
- وليام جي كاسي على موقع مونزينجر (الألمانية)
- وليام جي كاسي على موقع إن إن دي بي (الإنجليزية)